# Nariño-macska
A Nariño-macska vagy Galeras-macska (Leopardus narinensis) az emlősök (Mammalia) osztályának ragadozók (Carnivora) rendjébe, ezen belül a macskafélék (Felidae) családjába tartozó faj. Egyetlen 1989-ben gyűjtött bőrmintája alapján írták le 2023-ban. Legközelebbi rokona a Geoffroy-macska (Leopardus geoffroyi).

## Etimológia
Származási helye alapján a fajt hivatalosan Leopardus narinensisnek nevezték el. A kutatók javaslatára az állat hétköznapi nevei a Nariño-macska és a Galeras-macska lettek.

## Előfordulása
Csak egy példányt sikerült befogni a fajból, amit Kolumbia déli részén, Nariño megyéjében, a Galeras vulkán területén, 3100 méteres magasságban találtak meg.

## Megjelenése
A Nariño-macska mérete kicsi, bundája pettyes. Alapszíne vöröses árnyalatú, amely nagyobb mennyiségben van jelen, mint a többi rokonának szőrszínénél. A teljes hossza fejével együtt 46 centiméter, melyhez 28 centiméter hosszú farok tartozik.

## Evolúciója
Körülbelül 3 millió évvel ezelőtt a Leopardus nem tagjai egy hűléses időszakban váltak el egymástól először. Ebben az időszakban a jéggel borított területek növekedni kezdtek, melynek következtében több, korábban összefüggő élőhely elkülönült. A Nariño-macska azonban később, a jégkorszak idején, körülbelül 1,3-1 millió évvel ezelőtt vált el rokonaitól és alakított ki önálló fajt. Ez az elválás egybeesett az eljegesedések csúcspontjával.

## Felfedezése
1989-ben fedezték fel a faj holotípusát, amely valószínűleg nőstény volt. Kezdetben a kutatók oncillának hitték és a bőrét az Alexander von Humboldt Intézet állatkollekciójának adományozták. Az intézet azonosította a fajt, megállapítva, hogy az állat eltér az oncillától és a korábban tévesen hozzátársított macskafajoktól. A gyűjtött bőrt kémiai anyagok nélkül, csupán napon való szárítással tartósították, így az állat DNS-e jó minőségben megmaradt. A genetikai vizsgálatok eredményeként kiderült, hogy a faj egyik korábban ismert Leopardus-fajhoz sem tartozik, helyette egy teljesen új fajt képvisel.

## Természetvédelmi helyzete
Az 1989-es alanyon kívül nem találtak másik példányt a fajból Dél-Amerika egyik múzeumában sem, sőt a Galeras vulkán vidékén, Kolumbiában és Ecuadorban elhelyezett kameracsapdák felvételei sem örökítették meg. Ennek következtében a szakértők azt feltételezik, hogy elképzelhető, hogy a faj nagyon közel áll a kihaláshoz vagy már esetleg ki is halt.